# تصفيات كأس العالم 2014 – أوروبا المجموعة ط
تصفيات كأس العالم لكرة القدم 2014 أوروبا المجموعة H هي إحدى مجموعات اليويفا المؤهلة لكأس العالم لكرة القدم 2014. وتضم المجموعة إنجلترا، ومولدوفا، والجبل الأسود، وبولندا، وسان مارينو وأوكرانيا.
فائز المجموعة سوف يتأهل بشكل مباشر إلى نهائيات كأس العالم 2014. ومن بين أصحاب المركز الثاني في المجموعات التسع، سيتقدم أفضل ثمانية (يتم تحديدهم عن طريق نتائجهم ضد الفرق أصاحب المركز الأول، والثالث، والرابع، والخامس فقط لتحقيق التوازن بين الجماعات المختلفة) احتلوا المركز الثاني إلى المباريات الفاصلة، حيث سيتم تقسيمهم إلى أربعة مواجهات ذهاب وإياب لتحديد هوية المتأهلين الأربع الآخرين.

## الترتيب
| الفريق       | لعب | ف | ت | خ  | أ.له | أ.ع | أ.ف | نقاط |  | إنجلترا | أوكرانيا | الجبل الأسود | بولندا | مولدوفا | سان مارينو |
| ------------ | --- | - | - | -- | ---- | --- | --- | ---- |  | ------- | -------- | ------------ | ------ | ------- | ---------- |
| إنجلترا (Q)  | 10  | 6 | 4 | 0  | 31   | 4   | +27 | 22   |  | —       | 1–1      | 4–1          | 2–0    | 4–0     | 5–0        |
| أوكرانيا (A) | 10  | 6 | 3 | 1  | 28   | 4   | +24 | 21   |  | 0–0     | —        | 0–1          | 1–0    | 2–1     | 9–0        |
| الجبل الأسود | 10  | 4 | 3 | 3  | 18   | 17  | +1  | 15   |  | 1–1     | 0–4      | —            | 2–2    | 2–5     | 3–0        |
| بولندا       | 10  | 3 | 4 | 3  | 18   | 12  | +6  | 13   |  | 1–1     | 1–3      | 1–1          | —      | 2–0     | 5–0        |
| مولدوفا      | 10  | 3 | 2 | 5  | 12   | 17  | −5  | 11   |  | 0–5     | 0–0      | 0–1          | 1–1    | —       | 3–0        |
| سان مارينو   | 10  | 0 | 0 | 10 | 1    | 54  | −53 | 0    |  | 0–8     | 0–8      | 0–6          | 1–5    | 0–2     | —          |

## المباريات
تم تحديد جدول المباريات في اجتماع عقد في وارسو، بولندا يوم 23 نوفمبر 2011.
| الجبل الأسود                        | 2–2   | بولندا                                                 |
| ----------------------------------- | ----- | ------------------------------------------------------ |
| Drinčić 27' · ميركو فوتشينيتش 45+2' | تقرير | ياكوب بواشتشيكوفسكي 6' (ركلة.) · أدريان مييرجيفسكي 55' |

| مولدوفا | 0–5   | إنجلترا                                                                            |
| ------- | ----- | ---------------------------------------------------------------------------------- |
|         | تقرير | فرانك لامبارد 4' (ركلة.)، 29' · جيرمين ديفو 32' · جيمس ميلنر 74' · ليتون باينز 83' |

| سان مارينو | 0–6   | الجبل الأسود                                                                                  |
| ---------- | ----- | --------------------------------------------------------------------------------------------- |
|            | تقرير | لوكا دورديفيتش 24' · فاتوس بشيراي 26'، 51' · إلساد زفيروتيتش 69' · أندريا ديليباشيتش 78'، 82' |

| بولندا                                                | 2–0   | مولدوفا |
| ----------------------------------------------------- | ----- | ------- |
| ياكوب بواشتشيكوفسكي 33' (ركلة.) · ياكوب فافجينياك 81' | تقرير |         |

| إنجلترا                   | 1–1   | أوكرانيا              |
| ------------------------- | ----- | --------------------- |
| فرانك لامبارد 87' (ركلة.) | تقرير | يفهين كونوبليانكا 39' |

| مولدوفا | 0–0   | أوكرانيا |
| ------- | ----- | -------- |
|         | تقرير |          |

| إنجلترا                                                                         | 5–0   | سان مارينو |
| ------------------------------------------------------------------------------- | ----- | ---------- |
| واين روني 35' (ركلة.)، 70' · داني ويلبيك 37'، 72' · أليكس أوكسلاد-تشامبرلين 77' | تقرير |            |

| أوكرانيا | 0–1   | الجبل الأسود         |
| -------- | ----- | -------------------- |
|          | تقرير | ديان داميانوفيتش 45' |

| سان مارينو | 0–2   | مولدوفا                                   |
| ---------- | ----- | ----------------------------------------- |
|            | تقرير | Dadu 72' (ركلة.) · ألكسندرو ايبوريانو 78' |

| بولندا         | 1–1   | إنجلترا       |
| -------------- | ----- | ------------- |
| كاميل غليك 70' | تقرير | واين روني 31' |

| الجبل الأسود                                     | 3–0   | سان مارينو |
| ------------------------------------------------ | ----- | ---------- |
| أندريا ديليباشيتش 14'، 31' · إلساد زفيروتيتش 68' | تقرير |            |

| مولدوفا | 0–1   | الجبل الأسود        |
| ------- | ----- | ------------------- |
|         | تقرير | ميركو فوتشينيتش 78' |

| بولندا            | 1–3   | أوكرانيا                                                  |
| ----------------- | ----- | --------------------------------------------------------- |
| ووكاش بيشتشيك 18' | تقرير | أندري يارمولينكو 2' · أوليغ هوسييف 7' · رومان زوزوليا 45' |

| سان مارينو | 0–8   | إنجلترا |
| ---------- | ----- | --- |
|            | تقرير | أليساندرو ديلا فالي 12' (ضد.) · أليكس أوكسلاد-تشامبرلين 29' · جيرمين ديفو 34'، 77' · أشلي يونغ 39' · فرانك لامبارد 42' · واين روني 54' · دانييل ستوريدج 70' |

| أوكرانيا                                    | 2–1   | مولدوفا              |
| ------------------------------------------- | ----- | -------------------- |
| أندري يارمولينكو 61' · ييفغين خاتشيريدي 70' | تقرير | ألكساندر سوفوروف 80' |

| بولندا                                                                                                | 5–0   | سان مارينو |
| --- | ----- | ---------- |
| روبرت ليفاندوفسكي 21' (ركلة.)، 50' (ركلة.) · ووكاش بيشتشيك 28' · تيودورتشيك 60' · جاكوب كوسيسكي 90+2' | تقرير |            |

| الجبل الأسود         | 1–1   | إنجلترا      |
| -------------------- | ----- | ------------ |
| ديان داميانوفيتش 76' | تقرير | واين روني 6' |

| مولدوفا       | 1–1   | بولندا                 |
| ------------- | ----- | ---------------------- |
| سيدورينكو 36' | تقرير | ياكوب بواشتشيكوفسكي 6' |

| الجبل الأسود | 0–4   | أوكرانيا                                                                          |
| ------------ | ----- | --------------------------------------------------------------------------------- |
|              | تقرير | دينيس هارماش 51' · يفهين كونوبليانكا 77' · أرتيم فيديتسكي 84' · رومان بيزوس 90+3' |

| أوكرانيا | 9–0   | سان مارينو |
| --- | ----- | ---------- |
| ماركو ديفيتش 11' · يفهين سيليزنيوف 26' · Edmar 32' · ييفغين خاتشيريدي 45'، 54' · يفهين كونوبليانكا 50' · رومان بيزوس 63' · أرتيم فيديتسكي 74' · ياروسلاف راكيتسكي 90+3' | تقرير |            |

| بولندا                | 1–1   | الجبل الأسود         |
| --------------------- | ----- | -------------------- |
| روبرت ليفاندوفسكي 16' | تقرير | ديان داميانوفيتش 11' |

| إنجلترا                                                     | 4–0   | مولدوفا |
| ----------------------------------------------------------- | ----- | ------- |
| ستيفن جيرارد 12' · ريكي لامبرت 26' · داني ويلبيك 45+1'، 50' | تقرير |         |

| سان مارينو              | 1–5   | بولندا                                                                                          |
| ----------------------- | ----- | ----------------------------------------------------------------------------------------------- |
| أليساندرو ديلا فالي 22' | تقرير | بيوتر زيلينسكي 10'، 66' · ياكوب بواشتشيكوفسكي 23' · فالديمار سوبوتا 34' · أدريان مييرجيفسكي 75' |

| أوكرانيا | 0–0   | إنجلترا |
| -------- | ----- | ------- |
|          | تقرير |         |

| مولدوفا                         | 3–0   | سان مارينو |
| ------------------------------- | ----- | ---------- |
| Frunză 55' · سيدورينكو 59'، 89' | تقرير |            |

| أوكرانيا             | 1–0   | بولندا |
| -------------------- | ----- | ------ |
| أندري يارمولينكو 64' | تقرير |        |

| إنجلترا                                                                                         | 4–1   | الجبل الأسود         |
| ----------------------------------------------------------------------------------------------- | ----- | -------------------- |
| واين روني 48' · برانكو بوسكوفيتش 62' (ضد.) · أندروس تاونسيند 78' · دانييل ستوريدج 90+3' (ركلة.) | تقرير | ديان داميانوفيتش 71' |

| إنجلترا                          | 2–0   | بولندا |
| -------------------------------- | ----- | ------ |
| واين روني 41' · ستيفن جيرارد 88' | تقرير |        |

| الجبل الأسود                       | 2–5   | مولدوفا                                                                       |
| ---------------------------------- | ----- | ----------------------------------------------------------------------------- |
| ستيفان يوفيتيتش 55' (ركلة.)، 90+1' | تقرير | ألييكساندرو أندونيوس 28'، 89' · Armaș 62' · سيدورينكو 64' · أرتور إيونيتا 73' |

| سان مارينو | 0–8   | أوكرانيا |
| ---------- | ----- | --- |
|            | تقرير | يفهين سيليزنيوف 13' (ركلة.)، 18' · ماركو ديفيتش 15'، 51'، 57' (ركلة.) · أندري يارمولينكو 55' · رومان بيزوس 65' · فيتالي ماندزيوك 80' |

ملاحظات
1. ↑  Poland v England was originally to be played on 16 أكتوبر 2012, 21:00 local time, but was postponed to the next day due to torrential rain rendering the pitch unplayable.[2]

## وصلات خارجية
- نتائج وجدول مجموعة اليويفا H (نسخة FIFA.com)
- نتائج وجدول مجموعة اليويفا H (نسخة UEFA.com)